# Brodźce (powiat szczecinecki)
Brodźce – osada w Polsce położona w województwie zachodniopomorskim, w powiecie szczecineckim, w gminie Szczecinek.